# Open de Cappelle-la-Grande

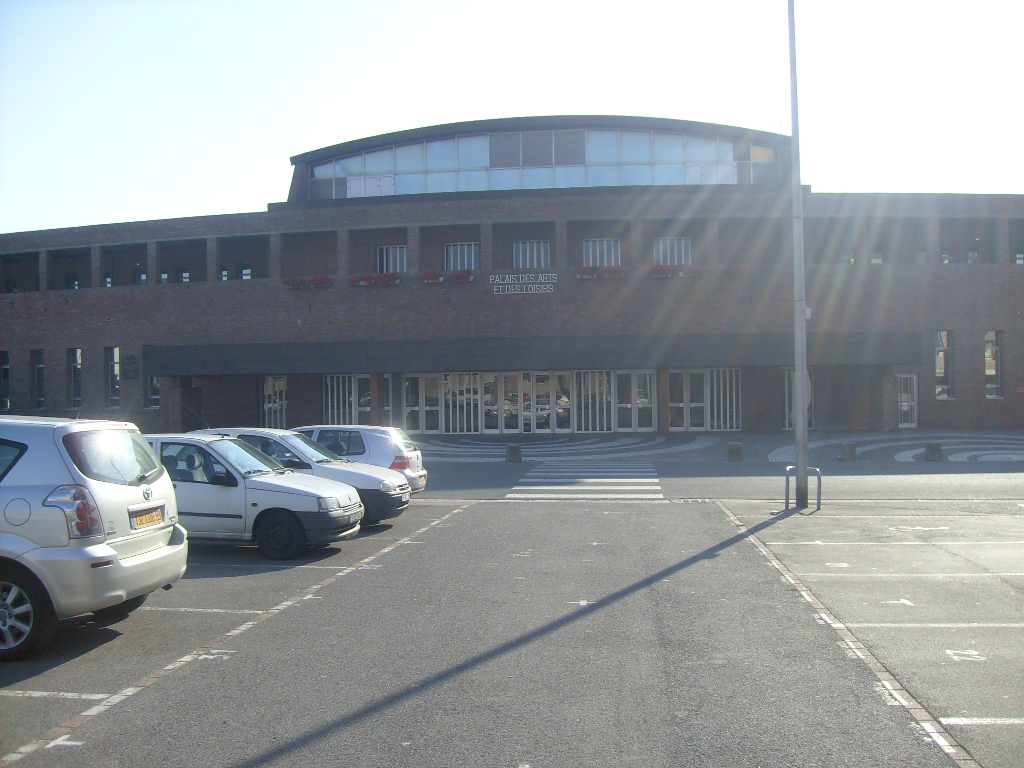
Palais des Arts de Cappelle-la-Grande.

L'Open de Cappelle-la-Grande est un tournoi d'échecs annuel organisé depuis 1985 en février-mars dans la ville de Cappelle-la-Grande, dans le Nord.

## Historique
La première édition de l'Open de Cappelle a lieu en de 1985. L'open prend le relai de celui d'Hazebrouk, qui avait cessé d'être organisé en 1984. La première édition se joue avec 68 joueurs. L'initiative provient de Roger Gouvart, maire PCF de Cappelle-la-Grande à l'origine de la création du club d'échecs local.
Le nombre de joueurs et l'organisation deviennent années par années de plus en plus élevée, associant la présence d'un très grand nombre de forts joueurs d'échecs provenant de différentes nationalités, et en assurant leur hébergement, leur déplacement et leur repas. 
L'organisation, associée à la Fédération sportive et gymnique du travail, fait venir en 1986 deux GMI d'Union Soviétique : Sergueï Smaguine et Viatcheslav Eingorn.
En 1991, trois GMI Russes viennent accompagnés de trois jeunes des écoles d’échecs de Moscou, dont Aleksandr Morozevitch, alors âgé de 14 ans et non-classé.
Dans les années 1990-2000, la renommée du tournoi est installée. L'Open s'accompagne d'initiatives et d'innovations.  L'Open ressemble 702 joueurs en 2001, 132 GMI en 2006, ou encore 63 nationalités en 2008.
Après avoir rassemblé pendant une vingtaine d'années plus de quatre cents joueurs d'une cinquantaine de nationalités dont des joueurs de premier plan, le tournoi, en 2017, et à la suite de restrictions budgétaires, n'accueillit que 216 joueurs sans aucun joueur étranger invité, avec un seul grand maître international (Jean-Marc Degraeve) et seulement deux joueurs classés à plus de 2 400 points Elo,.
En mars 2021, quatre tournois en ligne sont organisés : un tournoi rapide (remporté par A. Hauchard), un tournoi de blitz (remporté par Fedosseïev, 10,5/11), un tournoi bullet (remporté par R. Mamedov, 13/15) et un tournoi féminin de blitz (remporté par Assaubayeva, 7,5/9).

## Multiples vainqueurs
2 victoires au départage
- Noukhim Rachkovski (en 1989 et 1990)
- Vladimir Chouchelov (en 1994 et 2001)
- Vladimir Bourmakine (en 1997 et 2003)

1 victoire et deux premières places ex æquo
- Tony Miles (en 1994, 1995 et 1997)

1 victoire et 1 première place ex æquo
- Anatoli Vaïsser (en 1987 et 1991)
- Youri Krouppa (en 1997 et 2000)
- Jean-Marc Degraeve (en 1997 et 2017)
- Vugar Gashimov (en 2007 et 2008)
- Youriï Vovk (en 2009 et 2013)

Cinq premières places ex æquo
- Mark Hebden (en 1989, 1990, 1994, 1995 et 1997)

4 premières places ex æquo
- Sergueï Fedortchouk (en 2008, 2013, 2019 et 2021)

2 premières places ex æquo
- David Aroutinian (en 2007 et 2008)
- Parimarjan Negi (en 2012 et 2013)
- Momchil Nikolov (en 2018 et 2021)

## Palmarès
| Édition Année | Édition Année | Vainqueur (dép. Bucholtz)              | Fédération                             | Points (/9)                            | Classement Elo                         | Performance Elo                        | ex æquo | Joueurs                                |
| ------------- | ------------- | -------------------------------------- | -------------------------------------- | -------------------------------------- | -------------------------------------- | -------------------------------------- | --- | -------------------------------------- |
| 1             | 1985          | Waldemar Hanasz (pl)                   | Pologne                                | 6,5/7                                  | 2 260                                  |                                        | | 68                                     |
| 2             | 1986          | Sergueï Smaguine                       | URSS                                   | 6/7                                    | 2 500                                  |                                        | Viatcheslav Eingorn Joseph Gallagher | 106                                    |
| 3             | 1987          | Anthony Kosten                         | Angleterre                             | 7 / 9                                  | 2 440                                  | 2 565                                  | Anatoli Vaïsser Jonny Hector | 115                                    |
| 4             | 1988          | Vladimir Okhotnik                      | URSS                                   | 7,5                                    | 2 430                                  | 2 641                                  | | 138                                    |
| 5             | 1989          | Noukhim Rachkovski                     | URSS                                   | 7                                      | 2 520                                  | 2 572                                  | Mark Hebden | 137                                    |
| 6             | 1990          | Noukhim Rachkovski                     | URSS                                   | 7,5                                    | 2 540                                  | 2 697                                  | Mark Hebden | 201                                    |
| 7             | 1991          | Anatoli Vaïsser                        | URSS                                   | 8                                      | 2 540                                  | 2 733                                  | Matthew Sadler | 289                                    |
| 8             | 1992          | Julian Hodgson                         | Angleterre                             | 8                                      | 2 580                                  | 2 799                                  | | 308                                    |
| 9             | 1993          | Ievgueni Solojenkine                   | Russie                                 | 7,5                                    | 2 480                                  | 2 693                                  | | 416                                    |
| 10            | 1994          | Vladimir Chouchelov                    | Russie                                 | 7                                      | 2 495                                  | 2 680                                  | Tony Miles Guennadi Kouzmine Mark Hebden | 401                                    |
| 11            | 1995          | Tony Miles                             | Angleterre                             | 7                                      | 2 615                                  | 2 717                                  | Mark Hebden Ievgueni Svechnikov | 572                                    |
| 12            | 1996          | Aleksandr Nenachev                     | Ouzbékistan                            | 7,5                                    | 2 595                                  | 2 700                                  | | 509                                    |
| 13            | 1997          | Vladimir Bourmakine                    | Russie                                 | 7                                      | 2 530                                  | 2 719                                  | Vladimir Baklan Ľubomír Ftáčnik Jean-Marc Degraeve Alekseï Vyjmanavine Tony Miles Rustam Qosimjonov Youriï Krouppa Mark Hebden Dariuz Ruzele | 504                                    |
| 14            | 1998          | Igor Glek                              | Russie                                 | 7,5                                    | 2 565                                  | 2 746                                  | | 637                                    |
| 15            | 1999          | Simen Agdestein                        | Norvège                                | 7,5                                    | 2 550                                  | 2 789                                  | Mikhaïl Gourevitch Pavel Tregoubov | 615                                    |
| 16            | 2000          | Youri Krouppa                          | Ukraine                                | 7,5                                    | 2 561                                  | 2 721                                  | Gilberto Milos | 643                                    |
| 17            | 2001          | Vladimir Chouchelov                    | Belgique                               | 7,5                                    | 2 539                                  | 2 736                                  | Einar Gausel | 702                                    |
| 18            | 2002          | Eduardas Rozentalis                    | Lituanie                               | 7,5                                    | 2 598                                  | 2 674                                  | | 677                                    |
| 19            | 2003          | Vladimir Bourmakine                    | Russie                                 | 7                                      | 2 575                                  | 2 700                                  | Eduardas Rozentalis Philipp Schlosser Aleksandr Arechtchenko Iakov Geller Dmitri Botcharov Ievguen Mirochnytchenko                           | 606                                    |
| 20            | 2004          | Ievgueni Naïer                         | Russie                                 | 7                                      | 2 602                                  | 2 724                                  | Kaido Külaots Artiom Timofeïev Zoltán Gyimesi Sergueï Grigoriants Oleg Korneïev                                                              | 576                                    |
| 21            | 2005          | David Shengelia                        | Géorgie                                | 7,5                                    | 2 482                                  | 2 707                                  | Mikhaïl Brodski | 589                                    |
| 22            | 2006          | Aleksandr Moiseenko                    | Ukraine                                | 7,5                                    | 2 657                                  | 2 801                                  | | 624                                    |
| 23            | 2007          | Wang Yue                               | Chine                                  | 7                                      | 2 644                                  | 2 784                                  | Vugar Gashimov David Arutinian Youriï Drozdovskyï Vassili Iemeline                                                                           | 608                                    |
| 24            | 2008          | Vugar Gashimov                         | Azerbaïdjan                            | 7                                      | 2 665                                  | 2 741                                  | David Arutinian Sergueï Fedortchouk Youriï Kryvoroutchko Andreï Deviatkine Vassílios Kotroniás Konstantin Tchernychov Erwin l'Ami            | 612                                    |
| 25            | 2009          | Youriï Vovk                            | Ukraine                                | 7,5                                    | 2 545                                  | 2 814                                  | | 610                                    |
| 26            | 2010          | Yaroslav Jereboukh                     | Ukraine                                | 7,5                                    | 2 527                                  | 2 734                                  | | 652                                    |
| 27            | 2011          | Grzegorz Gajewski                      | Pologne                                | 7,5                                    | 2 567                                  | 2 724                                  | | 573                                    |
| 28            | 2012          | Pentala Harikrishna                    | Inde                                   | 7                                      | 2 678                                  | 2 783                                  | Parimarjan Negi Tornike Sanikidze Tigran Gharamian Martyn Kravtsiv                                                                           | 497                                    |
| 29            | 2013          | Sanan Siouguirov                       | Russie                                 | 7                                      | 2 646                                  | 2 747                                  | Parimarjan Negi Maxim Rodshtein Sergueï Fedortchouk Eric Hansen Vlad-Christian Jarnu Alekseï Fiodorov Youriï Vovk                            | 564                                    |
| 30            | 2014          | Axel Bachmann                          | Paraguay                               | 7,5                                    | 2 575                                  | 2 747                                  | Sergueï Azarov | 604                                    |
| 31            | 2015          | Li Chao                                | Chine                                  | 7,5                                    | 2 728                                  | 2 792                                  | Vladimir Onichtchouk | 555                                    |
| 32            | 2016          | Gata Kamsky                            | États-Unis                             | 7,5                                    | 2 667                                  | 2 806                                  | | 538                                    |
| 33            | 2017          | Jean-Marc Degraeve                     | France                                 | 8                                      | 2 593                                  | 2 590                                  | | 216                                    |
| 34            | 2018          | Christian Bauer                        | France                                 | 8                                      | 2 628                                  | 2 749                                  | Momchil Nikolov | 360                                    |
| 35            | 2019          | Miguoel Admiraal                       | Pays-Bas                               | 7,5                                    | 2 478                                  | 2 680                                  | Sergueï Fedortchouk Namig Guliyev Maxime Lagarde Jules Moussard                                                                              | 332                                    |
| 36            | 2020          | Jules Moussard                         | France                                 | 8                                      | 2 608                                  | 2 796                                  | | 332                                    |
| 37            | 2021          | Tournoi en ligne en raison du covid-19 | Tournoi en ligne en raison du covid-19 | Tournoi en ligne en raison du covid-19 | Tournoi en ligne en raison du covid-19 | Tournoi en ligne en raison du covid-19 | Tournoi en ligne en raison du covid-19 | Tournoi en ligne en raison du covid-19 |
| 38            | 2022          | Vladislav Bakhmatsky                   | Ukraine                                | 7                                      | 2 443                                  | 2 660                                  | Nihal Sarin Martin Petrov Sergueï Fedortchouk Jesper Thybo Momchil Nikolov Nico Zwirs Julien Song                                            | 341                                    |
| 39            | 2023          | S.P. Sethuraman                        | Inde                                   | 7,5                                    | 2 635                                  | 2 670                                  | Harsha Bharathakoti | 382                                    |
| 40            | 2024          | Abhimanyu Puranik                      | Inde                                   | 7,5                                    | 2 618                                  | 2 606                                  | Lorenzo Lodici | 519                                    |
| 41            | 2025          | Mahel Boyer                            | France                                 | 7,5                                    | 2 509                                  | 2 616                                  | Panneerselvam Iniyan | 532                                    |
| Édition Année | Édition Année | Vainqueur (dép. Bucholtz)              | Fédération                             | Points (/9)                            | Classement Elo                         | Performance Elo                        | ex æquo | Joueurs                                |

## Sources
- Entretien N°12 : Michel GOUVART , organisateur de l'open international de Cappelle-la-Grande
- Echecs et Mat, Nº 97 - Fédération Française des Échecs, 2009.
- Cappelle : bienvenue chez les Ch’tis !